# Bombeiros Voluntários de Paço de Arcos

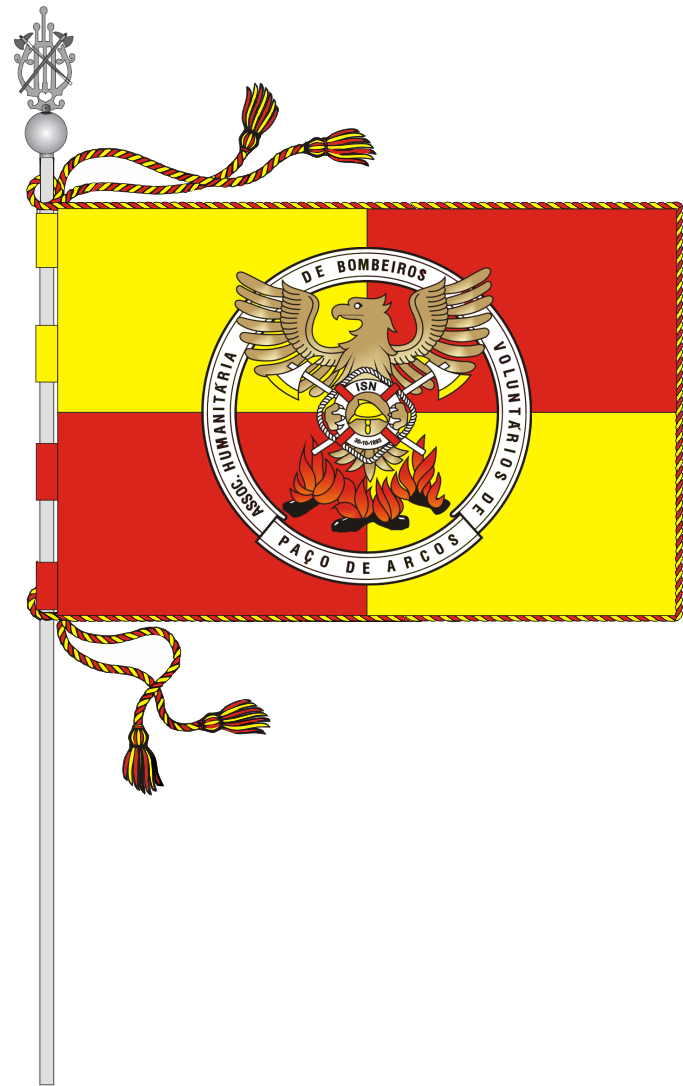
Estandarte da Associação

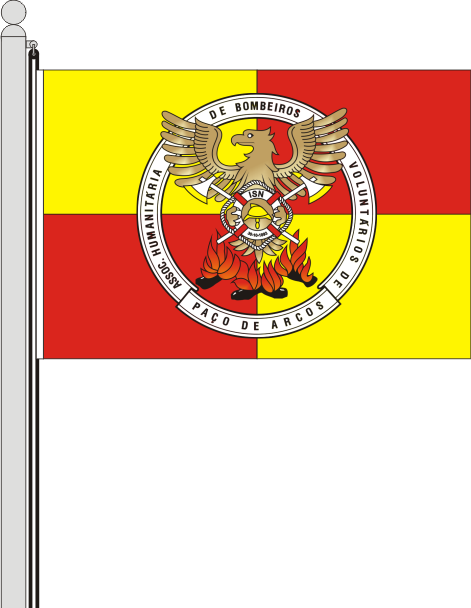
Bandeira da Associação

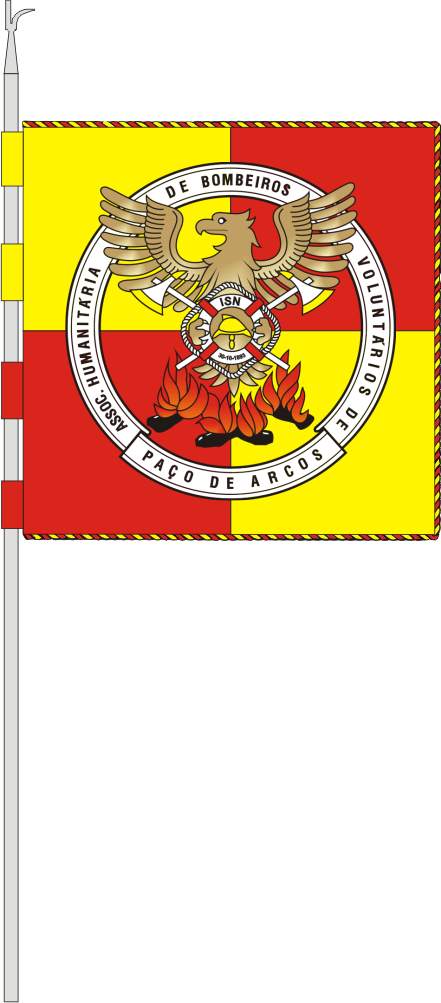
Guião do Corpo de Bombeiros Voluntários

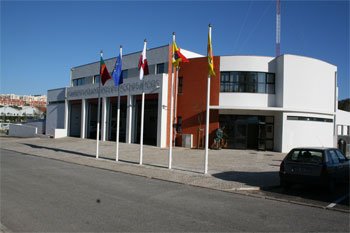
Quartel Operacional
Rua do Parque Desportivo, nº 15
2770-132 Paço de Arcos
Serviços:
Serviço Operacional
Comando do Corpo de Bombeiros
Direção da Associação
Serviços Administrativos

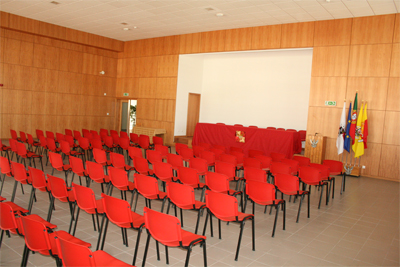
Auditório no Quartel Operacional

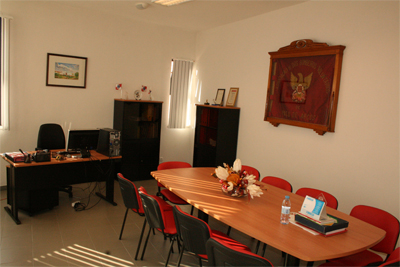
Gabinete da Direção

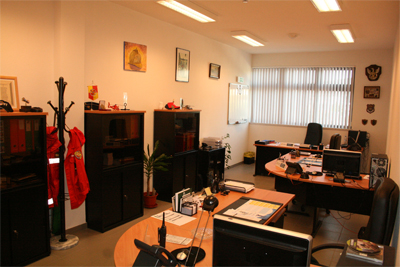
Gabinete do Comando

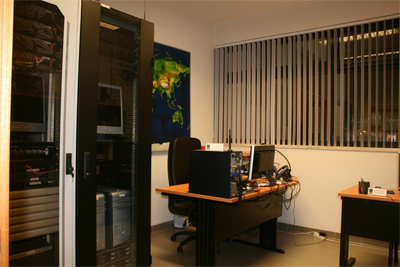
Gabinete de Sistemas de Informação

A Associação Humanitária de Bombeiros Voluntários de Paço de Arcos MH M, é uma pessoa coletiva de utilidade pública administrativa, com personalidade jurídica e sem fins lucrativos. A Associação tem como escopo principal a proteção de pessoas e bens, designadamente o socorro a feridos, doentes ou náufragos e a extinção de incêndios, detendo e mantendo em atividade, para o efeito, um corpo de bombeiros voluntários, com observância do definido no Regime Jurídico dos Corpos de Bombeiros e demais legislação aplicável.
O Corpo de Bombeiros Voluntários de Paço de Arcos desenvolve a sua atividade nas freguesias de Paço de Arcos e Caxias, no Município de Oeiras, distrito de Lisboa. Nos 7 km² que constituem a área de atuação própria, residem cerca de 30.000 habitantes, estando implantadas várias estruturas comerciais e industriais, além de ser atravessada por uma vasta rede viária, como por exemplo a Estrada Marginal a Sul e a Autoestrada de Cascais a Norte, além da rede ferroviária da Linha de Cascais.
Assim sendo, o Corpo de Bombeiros exerce principalmente as seguintes missões:
a) A prevenção e o combate a incêndios;
b) O socorro às populações, em caso de incêndios, inundações, desabamentos e, de um modo geral, em todos os acidentes;
c) O socorro a náufragos e buscas subaquáticas;
d) O socorro e transporte de acidentados e doentes, incluindo a urgência pré-hospitalar, no âmbito do sistema integrado de emergência médica.
e) A emissão, nos termos da lei, de pareceres técnicos em matéria de prevenção e segurança contra riscos de incêndio e outros sinistros;
f) A participação em outras atividades de proteção civil, no âmbito do exercício das funções específicas que lhes forem cometidas;
g) O exercício de atividades de formação e sensibilização, com especial incidência para a prevenção do risco de incêndio e acidentes junto das populações;
h) A participação em outras ações e o exercício de outras atividades, para as quais estejam tecnicamente preparados e se enquadrem nos seus fins específicos e nos fins das respetivas entidades detentoras;
i) A prestação de outros serviços previstos nos regulamentos internos e demais legislação aplicável.

## Resumo Histórico

### Sobre a Fundação 30 de Outubro de 1893[2]
E que em caso que se algum fogo levantasse, o que Deus não queira, que todos os carpinteiros e calafates venham aquele lugar, cada um com seu machado, para haverem de atalhar o dito fogo. E que outrossim todas as mulheres que ao dito fogo acudirem, tragam cada uma seu cântaro ou pote para acarretar água para apagar o dito fogo.
Assim reza a carta Régia (23 de Agosto de 1395) de D. João I, o mais antigo documento conhecido referente à organização de um serviço de incêndios em Portugal. No concelho de Oeiras e no que possa interessar, a atividade dos bombeiros veio a desenvolver-se de acordo com a seguinte cronologia:
19 de Setembro de 1864 - Ofício do regedor de Oeiras, remetendo relação dos indivíduos que foram gratificados pela Câmara, pelos serviços que prestaram no incêndio que teve logar em Paço d' Arcos na noite de 11 de Settº de 1864;
28 de Agosto de 1866 - Ofício da Administração do Concelho de Oeiras, requerendo à Camª a publicação d'uma postura adequada a prevenção as eventualidades sinistras a que estão sujeitos os predios em Paço d'Arcos que servem de depósito d'azeite pª os faroes, e onde se recolhe o salva vidas pela proximidade d'uma grande meda de pinho pertencente a Joaquim Pedro Ramos e José Mª Vieira, cassando-se-lhes as respectiva licença e que esta requesição seja exarada na acta, enviando-lhe copia da deliberação que houver sobre este negócio. Cinco anos depois, Joaquim Pedro Ramos seria pai de Carlos Vieira Ramos, o segundo homem que viria a exercer as funções de Comandante dos bombeiros paço-arcuenses;
1880 - Criação do Corpo de Bombeiros Municipais de Oeiras, por iniciativa de João Augusto Moreira. Por ter tido a iniciativa da fundação dos bombeiros do concelho, a Corporação paço-arcuense promoveu o descerramento do seu retrato, em sessão de 27 de Maio de 1928 da Assembleia Geral, na qual Carlos Vieira Ramos fez o elogio do homenageado;
30 de Outubro de 1884 - Extinção do Corpo de Bombeiros Municipais de Oeiras e criação do Corpo de Bombeiros Voluntários do Concelho de Oeiras, com duas secções, a 1.ª na sede e a 2.ª em Paço de Arcos;
6 de Dezembro de 1888 - Pensa-se em organizar uma Associação de Bombeiros Voluntários na villa de Oeiras, tendo uma estação em Paço d'Arcos;
18 de Novembro de 1891 - ...creado e já com estatutos approvados um corpo de bombeiros voluntarios denominado Associação Humanitaria de Bombeiros Voluntarios do Concelho d'Oeiras a qual terá secções em todas as localidade do concelho;
21 de Novembro de 1891 - Fundação oficial da Associação Humanitária dos Bombeiros Voluntários do Concelho de Oeiras
15 de Dezembro de 1891 - Batismo de fogo dos bombeiros voluntários do concelho de Oeiras. O ataque ao incêndio, num curral e alpendre da nora de José Diogo, contou com a presença do pessoal e material da 2.ª secção (Paço d'Arcos);
Marco de 1892 - O chefe do corpo dos bombeiros voluntários do concelho de Oeiras, foi ... a Barcarena tomar conta de material para abrir a 4.ª secção. Acham-se pois 4 secções montadas. E, dias depois, Em Oeiras...a corporação dos bombeiros organizou um cortejo. Compunha-se de um barco e do carro de material das 2.ª secção, Grémio Recreio Popular, e as fanfarras de Oeiras e Paço d'Arcos;
17 de Março de 1892 - Os bombeiros voluntarios d'este concelho, 1.ª e 2.ª secção, acompanhados pela illustre direcção e mais socios do Gremio de Recreio Popular, de Paço de Arcos e pelas fanfarras Serpa Pinto, de Oeiras e Independencia, de Paço de Arcos, sairam no domingo, 6 do corrente, em bando precatorio a favor das vitimas sobreviventes da medonha catastrophe occorrida na Povoa de Varzim...Outro sim se resolveu que no domingo, 13, saísse novamente para acabar de percorrer os lugares a que não tinha sido possível ir...em virtude de a manhã de domingo se ter apresentado chuvosa, não se organizou o bando como desejava e apenas os voluntarios da 1.ª secção foram até Algés, onde deviam receber a bomba que a exmª camara havia mandado construir nas acreditadas officinas do Sr. Felix Capucho, e que veio para serviço da referida secção...Eram 4 horas da tarde quando os voluntarios tomaram conta da bomba, em Belem, e d'ali marcharam para esta vila. De Algés por diante tocou a fanfarra com alegria e sem que mostrasse fadiga, os corajosos rapazes fizeram o percurso até Paço d'Arcos em 2 horas. Os camaradas da 2.ª secção receberam-nos com foguetes e tiveram a amabilidade de lhes offerecer um calix de vinho e bollos, levantando-se diversas vivas à boa camaradagem...O pessoal da 2.ª secção acompanhou até Oeiras a 1.ª secção, aonde grande multidão de povo a aguardava, e das janellas foram lançadas flores sobre o pessoal;
10 de Julho de 1893 - Dissolução da Associação Humanitária de Bombeiros Voluntários do Concelho de Oeiras. Segundo a Gazeta d'Oeiras, a associação não tinha ainda estatutos approvados pela auctoridade, aquelles porque se administrava eram considerados defficientes e por isso foi nomeada uma commissão para os rever, cujo trabalho veio originar grande instabilidade administrativa. A partir daqui é fácil compreender a cordial secessão dos paço-arcuenses, bem retratada nas páginas do Jornal do Bombeiro:Em Novembro de 1891...foi organisada uma Associação de bombeiros vountarios, que deveria ter secções em differentes freguezias do concelho de Oeiras...Tendo sido dissolvida a associação dos bombeiros voluntarios do concelho d'Oeiras de que havia uma secção em Paço de Arcos, foi de commum accordo resolvido organisar ali uma corporação que, embora vivendo separadamente, continue mantendo boa camaradagem com a corporação de Oeiras. O facto de serem duas associações distinctas deve trazer mais do que benefícios, e certamente ninguem pretenderá crear rivalidade entre os seus membros, porque uns e outros saberão menter-se dignamente não dando ouvidos às calumnias e intrigas dos que por esta forma procurem prejudicar as benemeritas corporações e conseguir os seus malevolos intentos. Damos os parabens aos habitantes de Paço d'Arcos pela nova associação;
30 de Outubro de 1893 - Fundação da Associação de Bombeiros Voluntários Paço d'Arcos. A data escolhida, uma segunda feira foi, visivelmente, a da comemoração do nono aniversário da existência de bombeiros paço-arcuenses, através da fundação da 2.ª secção do Corpo de Bombeiros Voluntários do Concelho de Oeiras. Os estatutos foram enviados (1895) à authoridade administrativa a fim de serem submetidos à authoridade superior do distrito.

### Sobre a Fusão 29 de Julho de 1927[2]
A Associação Humanitária dos Bombeiros Voluntários de Paço de Arcos, tal como a conhecemos hoje, nasceu da fusão da Sociedade de Instrução Musical com a Associação de Bombeiros Voluntários de Paço de Arcos, em 29 de Julho de 1927.
As raízes históricas que proporcionaram à coletividade dos bombeiros paço-arcuenses o desenvolvimento de enorme atividade cultural através de dois vetores tão importantes que marcaram, nas décadas de vinte e trinta, uma saudosa época, ainda hoje insuperável: a Banda de Música e o Grupo Dramático.
O Grémio de Recreio Popular foi fundado em 1882, popularmente conhecido como Clube da Terra, teve a sua sede, a partir do ano seguinte, num edifício na via ainda sem nome, inaugurada em 9 de Agosto de 1896, como o topónimo de Avenida Patrão Joaquim Lopes. O Grémio acima referido deu lugar, na mesma sede, à Sociedade Instrução Musical, fundada em 1902. Com a fusão, a Associação herdou, não apenas a sede, na qual se manteve até 1950, mas também a honrosa representação oficial da mais antiga coletividade paço-arcuense, o Grémio Recreio Popular.
Da fusão, da Sociedade com os Bombeiros, nasceu a atual Corporação, a qual herdou daquela a sua Banda e manteve, em todas as cerimónias, a execução do designado Hino da Associação.
De autor desconhecido quanto à música, o hino nunca teve letra. Caído em desuso com o fim da Banda da Associação, foi possível recuperá-lo, graças à gentileza de José Ribeiro Duarte, sobrevivente da Banda, trauteando a melodia, e de Guilherme Ferreira Marau, regente da Banda dos Bombeiros barcarenenses, transmitindo-a à pauta. A composição foi adotada oficialmente, na sua vertente original, isto é, sem letra, em sessão de 31 de Março de 1993, da Assembleia Geral.
Dos três símbolos (hino, estandarte e emblema), o hino é pois, o mais antigo; é anterior às datas da fundação da Associação e até da criação da 2.ª secção - Paço de Arcos, da corporação de bombeiros oeirenses, visto que o Grémio de Recreio Popular, a exibiu pela primeira vez em 7 de Julho de 1883, no então designado Hino do Grémio. Em 1 de Janeiro de 1902, o Grémio deu lugar à Sociedade de Instrução Musical e a mesma se fundiu com a Associação de Bombeiros Voluntários de Paço de Arcos.

### Evolução dos Emblemas[2]
A Associação teve, até aos nossos dias, cinco Emblemas, a saber:
|  | 30 de Outubro de 1893 - Letra V (inicial de Voluntários) e dois machados, sobrepostos sobre um ramo com dois caules. Esta versão, em vigor entre as datas da fundação e da fusão, pode ser consultada no livro de registo de Ordens de Serviço (1894/1927); |
|  | 29 de Julho de 1927 - Bóia, com as iniciais A.H. na parte superior, o dístico "Paço d'Arcos" na parte inferior e dois machados e as iniciais B.V. no centro. Todo o conjunto rodeado por um ramo com dois caules, sobreposto por uma fita com os dizeres "Fundação 30-10-1884". Esta versão, em vigor desde a data da fusão até depois da aprovação dos estatutos da Liga dos Bombeiros Portugueses, pode ser observada nos azulejos da parte superior da porta nº 136, do quartel-sede da Rua Costa Pinto; |
|  | 21 de Julho de 1935 (depois de) - Tradicionalmente usada em todo o mundo, como Emblema de corporações de bombeiros, a Fénix Renascida parece ter sido adotada em Portugal desde a década de trinta, como motivo central das insígnias da Liga e da numerosas corporações, uma delas a de Paço de Arcos. A Fénix era uma ave fabulosa do Egipto, a única na sua espécie. Quando, depois de cerca de cinco séculos de vida, sentia avizinhar-se a morte, construía um ninho de plantas aromáticas que os raios de sol incendiavam. Assim se autodestruía pelo fogo, no altar de Heliópolis, após o que renascia uma nova Fénix, totalmente emplumada, normalmente representada em heráldica, por uma ave que, sobre uma fogueira, renasce das próprias cinzas. No Emblema da Associação, com o escudo substituído por uma bóia, só pode ter sido adotado depois de 21 de julho de 1935 dado que a automaca "Humanitário", batizada naquela data, ainda exibe o Emblema acima referido como versão B; |
|  | 31 de Março de 1993 - Versão anterior, rodeada de dístico com a designação "Assoc. Humanitária dos Bombeiros Voluntários de Paço de Arcos" adaptação do artista plástico paço-arcuense, José Santos. |
|  | 26 de Março de 2011 - Versão anterior, rodeada de dístico com a designação "Assoc. Humanitária de Bombeiros Voluntários de Paço de Arcos". |

### Evolução das Instalações[2]
A Associação repartiu as suas instalações por diversos locais, todos em Paço de Arcos, dos quais:
|  | Travessa do Salva-Vidas/Praça Guilherme Gomes Fernandes (30 de Outubro de 1893 a 29 de Julho de 1927) - O edifício do primeiro quartel-sede está indissoluvelmente ligado às tradições humanitárias paço-arcuenses. Foi há mais de duzentos anos que o marquês de Pombal projetou "hum utilissimo Molhe no porto de Paço de Arcos...para que...possa...prevenir nelle proporcionado socorro, para acudir aos Navios que vierem buscar a Barra nas suas urgentes necessidades", independentemente que na baía de Paço de Arcos estivessem sempre prontas embarcações com gente, cabos e âncoras, para prestarem socorros aos barcos que estivessem em perigo na passagem da barra. A estação do salva-vidas já abrigava os bombeiros paço-arcuenses da 2.ª secção de Oeiras desde 1884 e albergaria os da nova Associação a partir de 1893. O Real Instituto de Socorros a Náufragos, esse nasceria entre as duas datas, em 21 de Abril de 1892; |
|  | Avenida Patrão Joaquim Lopes (29 de Julho de 1927 a 17 de Abril de 1932) - A tradição cultural paço-arcuense levou à fundação da Sociedade Instrução Musical e à sua fusão com a Corporação de bombeiros, para dar lugar à formação duma nova coletividade denominada Associação Humanitária dos Bombeiros Voluntários de Paço de Arcos. Nesta sede se processaram mais de duas décadas de intensa actividade cultural da Associação, até que o senhorio requereu à Câmara Municipal a demolição do edifício. Como tal, a Associação recebeu uma indemnização de 40.000$00 que ficaram cativos para a construção do novo quartel-sede; |
|  | Rua Costa Pinto (17 de Abril de 1932 a 1975) - O edifício já existia pelo menos desde cerca de 1774. Mais de um século e meio depois (5 de Abril de 1930), a Associação conseguira a promessa de arrendamento da casa onde funcionou uma padaria, para se instalar o quartel. Após o arrendamento do edifício, foram promovidas obras de adaptação, executadas nas horas vagas, por elementos do Corpo Ativo. A Corporação passava, daí em diante, a dispor de sala do Comando, parque de viaturas, balneários, posto de socorros e, mais tarde, a sala do Bombeiro. Ali decorreram mais de quatro décadas da existência da Corporação, desde cedo ameaçada pelas dificuldades inerentes ao seu crescimento. |
|  | Avenida Senhor Jesus dos Navegantes (1975 a 19 de Janeiro de 2008) - Desde 1950 até à presente data, a História do atual quartel-sede atravessou quatro fases: - 1950/75 - Obtenção do terreno, projeto e construção; - 1975/81 - Tentativa de ampliação; - 1981/88 - Hesitação ampliação/novas instalações; - 1989 em diante - Luta por novas instalações, concluídas e inauguradas no dia 19 de Janeiro de 2008. |
|  | Rua do Parque Desportivo (Desde 19 de Janeiro de 2008 em diante) - Instalado a norte da vila de Paço de Arcos, a Associação inaugurou as suas novas instalações na Rua do Parque Desportivo, em Paço de Arcos no dia 19 de Janeiro de 2008. O contentamento era visível nos rostos dos elementos dos Bombeiros Voluntários de Paço de Arcos. “Até que enfim o novo quartel está a funcionar”, desabafaram alguns ainda na parada, ontem de manhã, que antecedeu a inauguração oficial do espaço pelo ministro da Administração Interna, Rui Pereira, e pelo presidente da Câmara de Oeiras, Isaltino Morais. Pensado de raiz para as necessidades específicas daquela corporação – para lá de intervir nas freguesias de Paço de Arcos e Caxias ainda é responsável pelo socorro costeiro entre o Jardim do Tabaco, em Lisboa, até à Praia das Fontainhas, em Setúbal. O novo quartel custou 1,365 milhões de euros, tendo a autarquia de Oeiras pago 788 mil euros e o Estado cerca de 577 mil euros. Na cerimónia de inauguração, na qual foram atribuídas 74 medalhas e condecorações, Isaltino Morais destacou “a velha e justa ambição dos Bombeiros Voluntários de Paço de Arcos, que permaneciam desde 1969 nas instalações agora substituídas”. O autarca assinalou, ainda, a importância das novas instalações “para o aumento do interesse de novos voluntários”. “Só com estas novas condições é possível garantir uma igualdade de oportunidades para a participação das mulheres, que antes eram afastadas por falta de conforto e privacidade”. Na corporação o sentimento era de “satisfação”. Velhos e novos, oficiais e estagiários, todos gostaram de ver o novo quartel por dentro. “As camaratas são excelentes”, disseram alguns. “Pelo menos agora temos espaço para estar de forma mais agradável”, retorquíram outros. |

### Meios Operacionais Históricos[2]
Nem a debilidade do arquivo nem o limite da paciência dos visitantes consentem a enumeração exaustiva de todas as viaturas e outros equipamentos que, desde então, ajudaram a escrever, por mais de um século, a História da Associação. Como tal, apenas vamos destacar as de maior significado e mais antigas:
|  | O primeiro material adquirido pelos Bombeiros de Paço de Arcos, foi uma bomba fabricada por G.A. Leipzig, que ainda se orgulham de possuir no seu património histórico, cuja idade se identifica com a da própria Associação. A "Joaninha", como a batizaram para sempre, nunca faltou à chamada, no combate ao fogo: na fábrica de Conservas e no Bairro Clemente Vicente, ambos no Dafundo; na Fábrica de Pólvora de Barcarena; na Serra da Carregueira. Um festival de eficiência no Palácio de Queluz, onde funcionou nove horas ininterruptas, seguidas de rescaldo, das oito às dezassete horas, depois de todas as suas companheiras se terem avariado. |
|  | Logo após a "Joaninha", mais equipamento veio fazer História: um primeiro carro de material estivera já no simulacro de incêndio de 13 de maio de 1894. "A corporação dos bombeiros de Paço d'Arcos acabada de ser dotada com um carro de salvação que a direcção mandou construir segundo o desenho elaborado pelo comandante José d'Oliveira Raposo. Este carro é muito elegante; n'elle se conduzem os principaes utensílios para um primeiro ataque". Em 1935, numa decisão irrevogável da Direção, procedeu-se à venda do carro de tração braçal pela quantia de duzentos escudos. |
|  | No primeiro semestre de 1927, os bombeiros começaram a sonhar com a motorização. O primeiro veículo motorizado foi um Ford, pai de todas as viaturas motorizadas da Corporação. O custo foi de 11.029$80, pago em 3 prestações de 3.666$60. Quase um ano depois de se ter adquirido o chassi, estava concluído os trabalhos de adaptação da viatura para pronto-socorro. A sua madrinha foi a menina Mara Beatriz de Abreu Horta, de dois anos de idade. Anos mais tarde, foi alterado para autotransporte, rebatizado com o nome de "Humanitário". Impiedosamente "considerado como sucata, e depois de ter extraído os aproveitáveis", aberto concurso para a sua venda. |
|  | Mas o sonho da motorização abrangia, além do pronto-socorro, uma bomba que pudesse otimizar o equipamento daquele. Para tal, a Direção da Corporação decidiu pedir à Câmara Municipal de Oeiras para efetuar a compra de uma bomba Delahaye, ficando a Associação com a responsabilidade do seu pagamento em prestações anuais a fixar em harmonia com os subsídios a receber da mesma. O tempo varreu a fábrica Delahaye, mas não apagará os feitos desta bomba, atualmente incluída no património histórico da Associação, ao lado da sua irmã mais idosa, a Joaninha. Duas venerandas amigas, na juventude e na velhice. |
|  | Depois da viatura Ford, seguiu-se a compra de um automóvel Renault, para adaptação a pronto-socorro ou automaca. Este Renault viria a ser o pronto-socorro "José Raposo", batizado em 17 de abril de 1932, com todo o cerimonial a que tinha direito. |
|  | Tomado o gosto pelas viaturas a motor, logo em 1930 se decidiu proceder à adaptação de um chassi de marca "Chandler", para automaca, batizado conjuntamente com o pronto-socorro, no dia da inauguração do quartel da Rua Costa Pinto. Esta é a curta história do Chandler vendido em 1935 por sete mil escudos, aos Bombeiros Voluntários de Peniche. |
|  | A terceira viatura motorizada foi oferecida por Edgar Chancellor. Em 1932, ao regressar a Inglaterra, quis patentear o seu reconhecimento à terra que tão bem o acolhera, prometendo enviar um carro à Corporação, da qual sempre fora sócio dedicado. Em junho de 1934, a Associação recebeu uma carta a informar de que tinha adquirido um chassi, para ser adaptado em automaca. Esse chassi era de um Rolls Royce, fabricado em Londres em 1913 (Silver Ghost se chamava o modelo de então, segundo cremos). Após dez meses a adaptação estava concluída. O autoambulância Rolls Royce, batizada com o nome de "Humanitário", entrou em serviço da Corporação, ao cuidado de cinco bombeiros que, a seu lado pousaram, em data tão festiva: José Marques Pinhanços, Renato de Carvalho, Vítor Santos, Joaquim Gutierres de Araújo e Armando de Oliveira. Dada a falta de espaço para arrecadação do material, foi posto à venda. Em 5 de março de 1963, foi decidido vendê-lo conjuntamente com um Oldsmobile, pela quantia de sete mil escudos. |
|  | De realçar que a viatura foi reconstruida em 1968, continuando a ostentar a mesma matrícula, AC-91-72, que fez vibrar os corações paço-arcuenses. Depois de restaurado, tal e qual na sua forma original, tem ido a diversos Rally's de automóveis antigos, dos quais se destaca o I Rally de Tróia (1988), onde conquistou o primeiro prémio de classificação. Quantos sentiram alívio para o seu sofrimento, ao contemplarem esta nobre matrícula, carregada de História que, durante anos, viveu as alegrias e tristezas dos bombeiros de Paço de Arcos - Distinto Silver Ghost, desde 1913; benemérito "Humanitário" a partir de 1935; gaiteira D. Elvira, de 1968 em diante. |

### Comandantes[2]
A Associação teve, até à presente data, 11 Comandantes, adiante discriminados. A maior permanência no Comando foi a de José de Oliveira Raposo (33 anos 5 meses e 27 dias). Dos 11 Comandantes, sete deixaram de desempenhar as suas funções em virtude de terem pedido a exoneração e outros três faleceram ainda providos no seu cargo (Carlos Vieira Ramos, Mário Passos Correia de Almeida e Luís Filipe Silva Araújo, este último, em serviço).
|  |  |  |  |  |  |
|  |  |  |  |  |  |

### Grandes sinistros[2]
5 de Outubro de 1934 - Incêndio no Palácio Nacional de Queluz

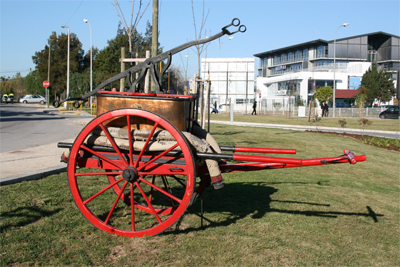
Meio Operacional Histórico

 "Confrangia ver, de longe, o aspeto do palácio a arder, Todo o corpo central do edifício era uma fogueira imensa, de onde alterosas chamas se elevavam ameaçadoras e terríveis. A alguns quilómetros de distância, distinguia-se bem o braseiro enorme, as labaredas alterosas que pareciam atingir o céu. Era, a um tempo, belo e trágico o espetáculo impressionante do fogo a devorar inclemente e impiedoso tanta riqueza e tanta arte amontoada durante dois séculos de Historia".
Este, segundo o elucidativo relato da época, do "Diário de Notícias" o cenário do pavoroso incêndio que devorou o Palácio Nacional de Queluz. É ainda do mesmo jornal a afirmação de que "no incêndio...uma das corporações que prestaram serviço foi a dos Voluntários de Paço de Arcos, que sob a direção dos Srs. Vieira Ramos e Carlos Raposo, 1.º e 2.º comandantes, e do ajudante sr. Joaquim Pereira dos Santos, ali compareceu na sua máxima força, com os seus carros de pronto-socorro, tendo tomado parte no ataque, com os bombeiros Municipais de Lisboa, em um dos ângulos do edifício. Esta corporação, tendo comparecido à 1 hora, só retirou às 9 horas, tendo voltado para Queluz às 13 horas do dia 5, a requisição do sr. governador civil, para trabalhar no rescaldo, e ali prestou serviços até às 19 horas. Nos trabalhos de rescaldo, um dos Voluntários desta corporação, sr. Francisco Raposo, encontrou dois pequenos cofres com joias que foram entregues pelo respetivo comandante ao sr. administrador do concelho de Sintra".
Meio século depois, em 1984, Queluz, numa organização conjunta dos seus bombeiros e da conservadora do seu palácio, quis conceder uma medalha alusiva à tragédia a cada um dos 41 sobreviventes dos 372 soldados da paz de catorze corporações que tinham combatido o sinistro. Entre os medalhados contam-se quatro bombeiros da Corporação: Comandante Jorge Augusto Gabriel e Subchefes João Correia, João Ribeiro Silvério e Francisco Pedrosa Rebelo.
22 de Janeiro de 1966 - Naufrágio do Santa Mafalda
"Pelas onze horas e cinquenta minutos do dia vinte e dois de Janeiro do corrente ano foi recebido nesta Associação um telefonema da Torre de S. Julião da Barra, informando que o barco de pesca Santa Mafalda A971-N encalhara em frente ao referido Forte. Dado o alarme todo o pessoal disponível compareceu seguindo sem perda de tempo para o local do sinistro, transportando-se no auto porta-cabos, nos jipes nº 1 e 2 e nas ambulâncias nº 2 e 3.
Chegados ao local e verificada a grave situação do barco, foi estabelecido o serviço lançando-se um foguete de 300m, o qual atingiu o alvo. Montado o cabo singelo e o de vai-e-vem, procedeu-se ao salvamento do pessoal que se encontrava a bordo. Foram retirados trinta e um tripulantes e um cão.
Todo o serviço desde a chegada ao local até ao último elemento salvo decorreu em uma hora e cinco minutos.
... Todos os tripulantes foram conduzidos nas ambulâncias desta Corporação e nas dos voluntários de Oeiras, à Estação do Instituto de Socorros a Náufragos em Paço de Arcos, onde os assistiu voluntariamente o Exmo. Sr. Dr. César Abel, residente em Oeiras e o Exmo. Sr. Dr. Trindade Brás, Vice Presidente desta Associação"
O Barco Santa Mafalda, estava avaliado em cerca de 40.000 contos, saíra do cais do Poço do Bispo, com 13 tripulantes e 68 pescadores, rumo aos bancos bacalhoeiros da Terra Nova. Ao passar junto a São Julião da Barra, uma avaria no leme fê-lo guinar para estibordo e encalhar nos rochedos. Os pilotos da barra recolheram 41 homens e os restantes foram salvos pelas corporações de bombeiros de Paço de Arcos, Cascais e Oeiras.
31 de Março de 1952 - Acidente Ferroviário na Gibalta-Caxias
"Uma avalanche de terra desabou sobre um comboio da linha do Estoril - um desastre horrível, dos mais graves ocorridos em caminhos de ferro portugueses, pelas condições em que se verificou.
O comboio, que saiu pouco depois das 11 horas, de Cascais, com destino ao Cais do Sodré, era constituído por uma carruagem motora, mista, de 1.ª e 2.ª classes, pelo furgão e por mais duas carruagens de 3.ª classe. Parou em todas as estações até Caxias, de onde partiu às 11 e 29 à tabela. Um minuto depois deu-se a tragédia.
Quando o comboio passava junto ao morro da Gibalta, em cujo cimo, conhecido pelo Alto da Boa Viagem, passa a estrada marginal e está colocado o farol da Gibalta, a barreira de terra, que constitui o morro, numa extensão de cerca de trinta metros e numa altura de sessenta, despenhou-se com enorme fragor, sobre o comboio. Algumas pedras atingiram o furgão mas onde a avalanche caiu na sua maior força foi sobre a terceira carruagem, destruindo-a por completo, esmagando-a e a muitos dos seus passageiros.
Mais de trinta bombeiros, sobre os destroços da carruagem, fustigados pela chuva e pelo vento, estoicamente procuravam remover a terra e as pedras, algumas das quais, pelo seu tamanho e peso, não podiam ser arredadas por forças humanas. Alheios ao perigo em que estavam, aqueles homens tentavam o impossível, correndo o risco de ficarem também esmagados, pois outra grande parte do morro, no qual se viam grandes pedregulhos e em cujo cimo está o bloco de cantaria do farol, com mais de uma dezena de metros de altura, podia ruir de um momento para o outro.
E era nestas trágicas condições que os bombeiros tentavam tirar da carruagem os feridos e os mortos. Trabalho sobre-humano, difícil, senão impossível. Mas, na ânsia de socorrer quem sofria, não olhavam ao perigo que corriam."

### Comemorações do Centenário 1993[2]

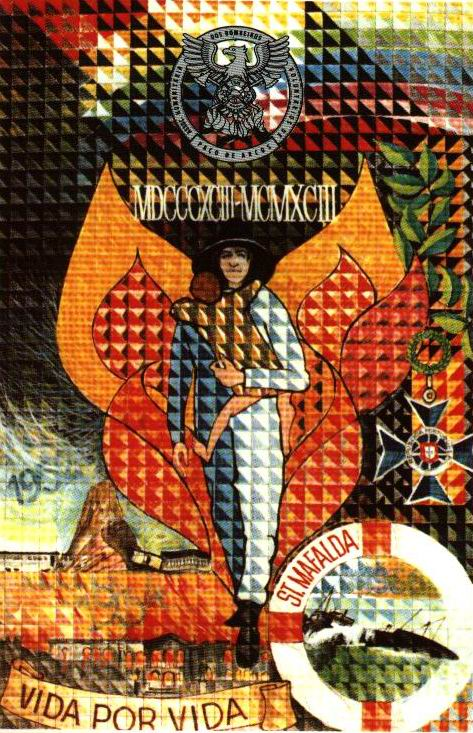
Painel de azulejos comemorativo do centenário da Associação, 1993

Figura central, o Ser Humano personificado pelo Bombeiro, sempre pronto a socorrer o seu semelhante, aconchegando ao peito uma criança, símbolo da Humanidade, eternamente indefesa perante o sinistro, abrindo caminho por entre as chamas, quais asas da Fénix que, tal como ela, renasce a cada momento.
De um século de vida, emergem três momentos de reflexão: o incêndio do Palácio de Queluz (1934), o desabamento da Gibalta (1952) e o naufrágio do "Santa Mafalda", em São Julião da Barra (1966).
O grau de Cavaleiro da Ordem de Benemerência MH M simboliza o reconhecimento da Sociedade à obra meritória dos Bombeiros. A planta crescendo sobre a medalha exprime o eterno renascimento da Esperança nos destinos da Corporação, cujo símbolo encima a alegoria.

## Atualidade

### Símbolos[1]
A Associação adota três símbolos:
|  |  |  |

### Corpos Sociais - Triénio 2023/2025
São Órgãos Sociais da Associação:
Mesa da Assembleia Geral  - Compete à Assembleia Geral deliberar sobre todas as matérias não compreendidas nas atribuições e competências legais ou estatutárias dos outros Órgãos Sociais, e é constituída pelos seguinte sócios:
- Presidente - Carlos Manuel Simão da Silva Ribeiro
- Vice-Presidente - Fernando Jorge Nascimento Galvão
- Secretário - Pedro Manuel Lourenço Tinoco
- Secretário-Adjunto - Alfredo Amaral de Figueiredo
- Vogal - Nuno Alexandre da Silva Pedroso
- Suplente - Francisco Alexandre Félix Silva Gonçalves
- Suplente - António Carlos Soares Abreu

Direção  - A Direção é o Órgão de Administração da Associação, e é constituída pelos seguintes sócios:
- Presidente - João Filipe Mascarenhas Barreira
- Vice-Presidente - Luis Filipe Figueiredo Silva
- Secretário - Ricardo Bruno Bogas Fonseca Aparício
- Secretário-Adjunto - António Manuel Freitas Pintéus
- Tesoureiro - David Raul da Silva Modesto
- Tesoureiro-Adjunto - Teresa Maria Rodrigues Lima Santos Galvão
- Vogal - Cátia Filipa Rosa Barreiros
- Suplente - Gabriela Medeiros Silva
- Suplente - Manuel José Romão Mourão

Conselho Fiscal  - O Conselho Fiscal é o órgão de fiscalização da Associação, e é constituído pelos seguintes sócios:
- Presidente - Ricardo Filipe Varandas Antunes
- Vice-Presidente - Joana Filipa Besteiros Silva Moreira
- Secretário Relator - Francisco José Santos Galvão
- Suplente - Augusto João Coimbra dos Santos Silva
- Suplente - Nuno Miguel Santos Galvão

Conselho Consultivo  - O conselho consultivo é constituído, por inerência dos seus cargos, por todos os ex-presidentes da mesa da assembleia geral, direção e conselho fiscal que não façam parte dos atuais corpos gerentes. Competirá ao conselho consultivo emitir opinião, não vinculativa, sobre qualquer assunto que lhe seja presente, e é constituído pelos seguintes sócios:
- Abel de Matos Marques de Sousa
- Coronel Dr António de Oliveira Pena
- Engº João Batista Pimenta da Costa
- Engº Carlos Fernando dos Santos André
- Dr. Tiago Miguel dos Santos Matos Fernandes

### Comando do Corpo de Bombeiros Voluntários[4]
O quadro de comando é constituído pelos elementos do corpo de bombeiros a quem é conferida a autoridade para organizar, comandar e coordenar as atividades exercidas pelo respetivo corpo, incluindo, a nível operacional, a definição estratégica dos objetivos e das missões a desempenhar:
Comandante - Ricardo Manuel Tojal dos Santos Ribeiro
2.º Comandante - Sérgio Lucas Duarte
Adjunto de Comando - Pedro Miguel Camilo Damião Pires

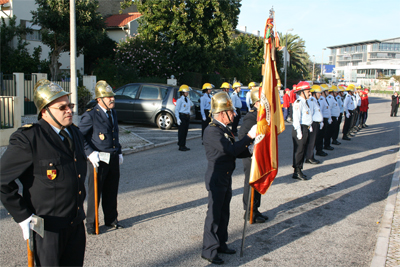
Bombeiros em formatura

### Meios Humanos
Atualmente, o Corpo de Bombeiros é constituído por 167 elementos, dos quais:
Quadro de Comando (3) 
- Comandante (1)
- 2.º Comandante (1)
- Adjunto de Comando (1)
Quadro Ativo (56) 
O quadro ativo é constituído pelos elementos aptos para a execução das missões do Corpo de Bombeiros, normalmente integrados em equipas, em cumprimento das ordens que lhes são determinadas pela hierarquia, bem como das normas e procedimentos estabelecidos e compreende as três carreiras verticais, Carreira de Oficial Bombeiro, Carreira de Bombeiro e Carreira de Bombeiro Especialista.
- Oficial Bombeiro de 2.ª (1)
- Chefe (2)
- Subchefe (4)
- Bombeiros de 1.ª (3)
- Bombeiros de 2.ª (9)
- Bombeiros de 3.ª (20)
- Bombeiros Especialistas (8)
Quadro de Reserva (51) 
O quadro de reserva é constituído pelos elementos que atinjam o limite de idade para permanecer na respetiva carreira ou que, não podendo permanecer nos restantes quadros por motivos profissionais ou pessoais, ou ainda motivos de saúde que revelem incapacidade ou dificuldade no exercício das suas funções, o requeiram, e obtenham aprovação do comandante do corpo de bombeiros, bem assim pelos bombeiros que não cumpram o serviço operacional.
Quadro de Honra (33) 
O quadro de honra é constituído pelos elementos que, com zelo, dedicação, disponibilidade e abnegação desempenharam, tenham prestado durante mais de 15 anos serviço efetivo no quadro ativo e sem qualquer punição disciplinar, os que tenham prestado serviço efetivo durante mais de 15 anos no quadro de comando num corpo de bombeiros, os que adquiriram incapacidade por doença ou acidente ocorrido em serviço, ou ainda os que tenham prestado serviços à causa dos bombeiros, classificados, justificadamente, como de carácter excecional.
Sem Quadro (19)
Os elementos sem quadro, são aqueles que se encontram em instrução inicial, destinada a habilitar os estagiários na carreira de bombeiro e de oficial bombeiro.
- Oficial Bombeiro Estagiário (0)
- Estagiários (19)
Escola de Cadetes e Escola de Infantes (9) 
Os corpos de bombeiros podem criar e deter escolas de infantes e cadetes.
As escolas de infantes e cadetes destinam-se à formação no âmbito do voluntariado e da proteção e socorro.
O universo de recrutamento das escolas de infantes é feito de entre indivíduos com idades entre os 6 e os 16 anos e o para a escola de cadetes entre indivíduos com idades entre os 16 e os 18 anos.
A matéria objeto da formação articula-se com a área de formação cívica ministrada no ensino básico, nos termos a regulamentar por despacho conjunto dos membros do Governo responsáveis pelas áreas da administração interna e da educação.
É vedado aos infantes e cadetes o exercício de atividade operacional.
- Cadetes (3)
- Infantes (11)

### Meios Operacionais
O Corpo de Bombeiros Voluntários de Paço de Arcos tem ao seu dispor diversos meios operacionais (terrestres e aquáticos) atendendo ao fim a que se destinam e à natureza do equipamento que transportam. Atualmente, encontram-se ao serviço 26 meios operacionais, a seguir indicados:
| - 5 Ambulâncias de Socorro (ABSC) - 2 Ambulâncias de Transporte Múltiplo (ABTM) - 4 Veículos Dedicados ao Transporte de Doentes (VDTD) - 2 Veículos Urbanos de Combate a Incêndios (VUCI) - 1 Veículo Florestal de Combate a Incêndios (VFCI) - 1 Veículo com Escada Giratória - 32 metros (VE32) | - 1 Veículo de Socorro e Assistência Especial (VSAE) - 1 Veículo Tanque Tático Urbano (VTTU) - 1 Veículo de Comando Tático (VCOT) - 2 Veículo de Apoio Logístico Especial (VALE) - 1 Veículo Tático de Transporte de Pessoal (VTTP) | - 1 Veículo de Apoio Alimentar (VAPA) - 2 Veículos para Operações Específicas (VOPE) - 2 Embarcações de Reconhecimento, Socorro e Transporte (ERST) |

Alguns exemplos dos meios operacionais existentes (por categoria):
|  |  |  |  |  |
|  |  |  |  |  |
|  |  |  |  |  |

## Equipas Operacionais

### Grupo de Socorro Náutico

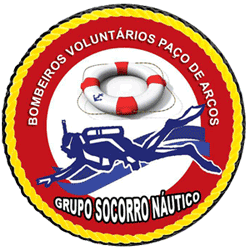
Logótipo Grupo Socorro Náutico

O Corpo de Bombeiros Voluntários de Paço de Arcos dispõe de um Grupo de Socorro Náutico (GSN), sendo o resultado do agrupamento de várias valências já existentes, procurando, de uma forma concertada, reforçar os conhecimentos técnicos e práticos nesta área.
O Grupo de Socorro Náutico dos Bombeiros de Paço de Arcos é formado pelas seguintes especialidades:
- Condução de embarcações de socorro.
- Navegação eletrónica para embarcações de socorro.
- Comunicações marítimas para embarcações de socorro.
- Mergulho autónomo.
- Salvamento aquático.

Meios Humanos:
Na área de mergulho, o Corpo de Bombeiros Voluntários de Paço de Arcos dispõe de:
- 1 IDC STAFF Instructor;
- 2 Dive Master’s;
- 6 Rescue Divers;
- 6 Open Water Diver’s;

num total de 15 mergulhadores.
O IDC STAFF Instructor e os Dive Master’s tem especializações em mergulho profundo, mergulho noturno, mergulho em destroços, orientação, mergulho com Nitrox e Busca e Recuperação. Para além desta formação PADI, dois dispõem ainda dos cursos de mergulho técnico Nitrox e Advanced Nitrox/Decompression Procedures.
Na área de condução de embarcações existem 13 elementos encartados para condução de embarcações (carta de marinheiro), sendo que 3 tem carta de patrão de vela e motor e 1 carta de patrão de costa e formador de cartas de marinheiro, devidamente credenciado pelo Instituto Marítimo-Portuário. Estes últimos 4 elementos têm, também, certificado de operador rádio marítimo.
O Corpo de Bombeiros de Paço de Arcos dispõe de cinco elementos com o curso de nadador salvador.
Meios Materiais:
O Grupo de Socorro Náutico dos Bombeiros de Paço de Arcos dispõe dos seguintes meios:
Embarcações
- Uma Embarcação semirrígida Mako com 6.90m de comprimento, 2 motores Suzuki 60 DF (cv), dotada de GPS, Chatplotter, Sonda, Rádios (banda marítima e truking), deflector de radar, luz de navegação, com capacidade de 12 pessoas e palamenta completa, classe C2- embarcação de salvamento;
- Uma Embarcação semirrígida Barcoeste (cedida pelo ISN) com 4,90 m de comprimento, motor Thoatsu 40 hp, GPS portátil, rádio portátil de banda marítima, com capacidade de 8 pessoas e palamenta completa;
- Duas motas de água Kawasaki.

Material de mergulho
O Grupo de Socorro Náutico dos Bombeiros de Paço de Arcos dispõe dos seguintes meios:
- Seis conjuntos completos de mergulho (para além dos equipamentos pessoais);
- Dez Garrafas de quinze litros de capacidade;
- Quatro balões de recuperação (2 de 100 e 2 de 200 litros);
- Um compressor marca Bauher;

Outros meios
O Grupo de Socorro Náutico dos Bombeiros de Paço de Arcos dispõe dos seguintes meios:
- Uma viatura Mercedes 312 CDI equipada para apoio a mergulhadores.

### Bike Rescue Patrol

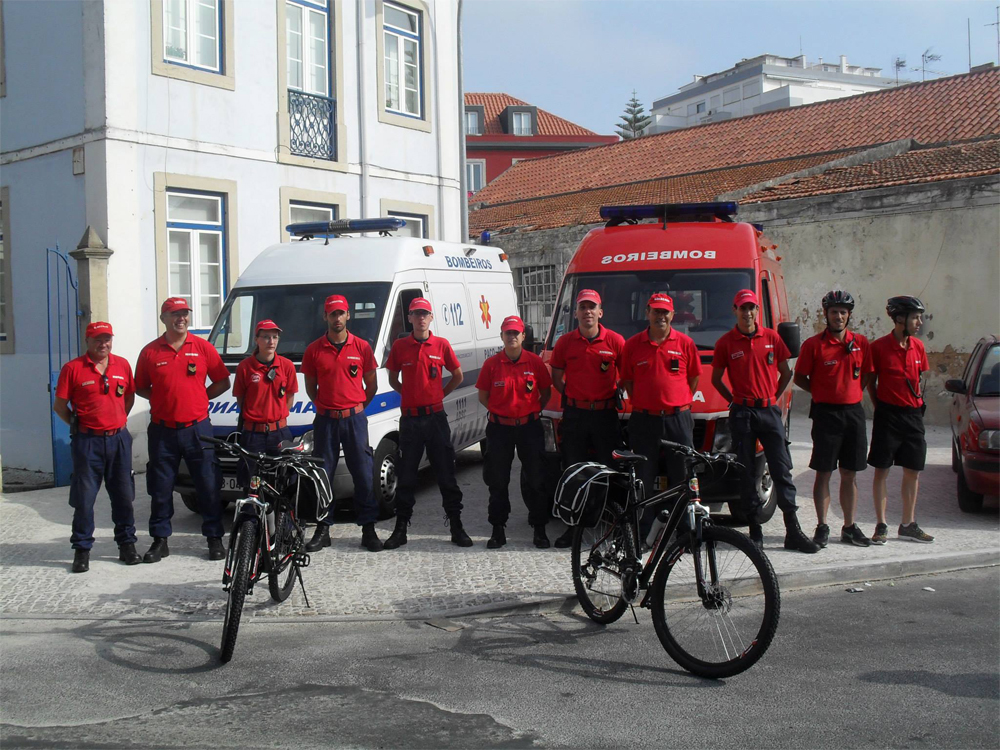
Bike Rescue Patrol

O Corpo de Bombeiros Voluntários de Paço de Arcos dispõem desde o início de Junho de 2015, de uma nova valência ao serviço da população, a denominada “Bike Rescue Patrol” – Equipa de Salvamento e Patrulhamento em Bicicleta.
Reforçar a imagem de um Corpo de Bombeiros que está sempre por perto, e manter a condição física dos seus elementos enquanto se exerce a necessária prevenção e patrulhamento, são os dois grandes objetivos do novo serviço prestado pelos Bombeiros Voluntários de Paço de Arcos.
Este projeto assenta na mobilidade de duas bicicletas todo-o-terreno, que transportam diverso material para assistência a pessoas em dificuldades, e que estarão em contacto permanente com a Central de Operações de Socorro dos Bombeiros Voluntários de Paço de Arcos.
A “Bike Rescue Patrol” foi pensada especialmente, para permitir uma primeira intervenção enquanto se aguarda pela chegada da ambulância, sobretudo em áreas onde se aglomerem grande número de pessoas, como é o caso das zonas balneares nesta época do ano.
A equipa é constituída por dois bombeiros de bicicleta que “pedalam” em equipa e com material de primeiros-socorros e suporte básico de vida.
Os elementos da equipa “Bike Rescue Patrol” estão prontos para intervir nos percursos das zonas balneares e nas zonas de lazer da área de intervenção dos Bombeiros Voluntários de Paço de Arcos.
A apresentação desta nova equipa foi efetuada, durante a prevenção ao evento “Mexa-se na Marginal”, organizado pelo Município de Oeiras, e vai passar a efetuar a prevenção e o patrulhamento aos fins-de-semana e feriados, no passeio marítimo de Oeiras, e nas zonas de lazer da área de intervenção dos Bombeiros Voluntários de Paço de Arcos.
Este projeto foi patrocinado pela União das Freguesias de Oeiras e São Julião da Barra, Paço de Arcos e Caxias, e pelo Bar Tô na Onda, na Marina de Oeiras, através do fornecimento das respetivas refeições aos seus elementos.

## Contactos

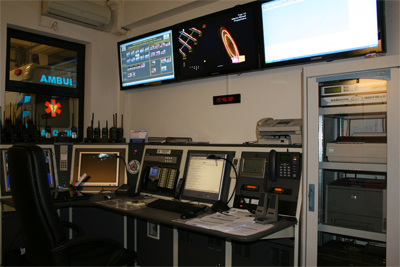
Central de Operações de Socorro no Quartel Operacional

Associação Humanitária de Bombeiros Voluntários de Paço de Arcos
- Quartel-Sede: Avenida Senhor Jesus dos Navegantes, 2770-161 Paço de Arcos
- Quartel-Operacional: Rua do Parque Desportivo, nº 15, 2770-132 Paço de Arcos
- Telefone da Central de Operações de Socorro: 214 409 670
- Email: geral@bvpacodearcos.pt
0
0